# Валадес, Хорхе
Хорхе Альфредо Валадес Кальенте (исп. Jorge Alfredo Valadéz Callente; род. 24 февраля 1996, Абасоло, Гуанахуато) — мексиканский футболист, играющий на позиции защитника.

## Клубная карьера
Хорхе Валадес начинал свою карьеру футболиста в мексиканском клубе «Атлетико Морелия». 30 сентября 2017 года он дебютировал в мексиканской Примере, выйдя в основном составе в домашнем матче с «Тихуаной».